# Synopeas rectum
Synopeas rectum är en stekelart som först beskrevs av Julius Theodor Christian Ratzeburg 1852.  Synopeas rectum ingår i släktet Synopeas och familjen gallmyggesteklar. Inga underarter finns listade i Catalogue of Life.